# Лазерна епилация
Лазерната епилация е съвременен метод за премахване на космите от тялото с цел постигане на естетика.
При лазерната епилация специализирана апаратура третира космения фоликул със светлинни лъчи. Те преминават през кожата и пигмента в косъма ги абсорбира. Този тип обезкосмяване цели да увреди фоликулите, така че космите да не израснат отново.
Негативни ефекти за кожата не се откриват, тъй като лъчите преминават през нея, но не се абсорбират от тъканите около косъма.
Лазерната епилация е един от най-ефективните методи за трайно премахване на нежеланото окосмяване. Процедурата използва лазерна светлина, която прониква в корена на косъма и го разрушава, предотвратявайки повторното му израстване. Това прави процеса значително по-дълготраен в сравнение с традиционните методи като бръснене или кола маска.

## Подготовка преди лазерна епилация
Светлинният лъч е насочен към пигмента в косъма, а не в кожата. По тази причина колкото е по-голям контрастът между цвета на кожата и космите, толкова по-успешна ще бъде процедурата.
Въпреки че технологиите са напреднали и вече е възможна и лазерна епилация на по-тъмна кожа, се препоръчва клиентът да не е излагал кожата си активно на слънце поне две седмици преди и след процедурата.
Преди всяка процедура, космите в зоната, която ще бъде третирана, трябва да бъдат премахнати. Отстраняването им трябва да стане с помощта на бръсначка или крем депилатоар, а не да бъдат отскубнати с кола маска, епилатор, шугаринг или пинсета.

## Необходими процедури
Броят на необходимите процедури зависи от различни фактори, тъй като всеки човек е различен. От най-голямо значение са дебелината и цвета на окосмяването. По-плътните и тъмни косъмчета са тези, които се повлияват по-бързо.
Обикновено са необходими между 6 и 8 процедури на зона за жени и между 8 и 10 за мъже. Те се правят с интервал от 35 до 45 дни, според избора на място за третиране. А след приключването на всички сесии, се извършват процедури за поддръжка през 6 месеца.

## Усещане по време на процедурата
Лазерната епилация не е болезнена процедура. При нея се усеща боцкане, което е напълно поносимо.
В някои лазерни центрове има налични специални охлаждащи системи, а в други – охлаждащи гелове. Те значително намаляват усещането за болка.

## Грижа след лазерна епилация
След процедурата е възможно кожата да бъде леко зачервена, чувствителна или затоплена – това е нормална реакция и обикновено преминава до няколко часа. Препоръчва се зоната да се охлажда внимателно с хладен компрес и да се избягват горещи душове, сауни, парни бани и интензивно физическо натоварване поне 24–48 часа. През този период е добре да се носят свободни дрехи от естествени материи, за да не се дразни кожата допълнително.
Кожата трябва да се поддържа добре хидратирана с нежни, неароматизирани кремове, без съдържание на алкохол, киселини или други активни съставки. Излагането на слънце трябва да се избягва поне няколко дни след процедурата, а при необходимост е важно да се използва слънцезащитен крем с висок фактор (SPF 50+) върху третираните участъци. Правилната грижа след епилация подпомага възстановяването и намалява риска от нежелани реакции като раздразнение или пигментация.